# Krach bei Bach
Krach bei Bach ist ein preisgekröntes Musical, das von Rainer Bohm (Musik) und Gabriele Timm (Libretto) zum Bachjahr 2000 geschrieben wurde und besonders Jugendliche und Kinder ansprechen soll. Musikalisch werden Motive aus Johann Sebastian Bachs Werken mit Elementen der Popmusik kombiniert. Inhaltlich wird das Alltagsleben der Familie Bach dargestellt.
Das Stück Auftragskomposition der Oper Leipzig wurde 2000 im Leipziger Gewandhaus uraufgeführt. Das Musical erlebte bundesweit auch in den Folgejahren etliche Wiederaufführungen.

## Auszeichnungen
- Goldene Bachtaste des Mitteldeutschen Rundfunks[6][7]

## Ausgabe
- Klavierauszug. Carus 2003 (PDF-Datei)
- Krach bei Bach, Carus-Verlag[8]